# Kōryō Miura
Kōryō Miura (三浦 公亮, Miura Kōryō), né le 23 février 1930, est un astrophysicien, inventeur et origamiste connu pour le pliage de Miura. Il est professeur émérite à l'Université de Tokyo et à l'Institut des sciences spatiales et astronautiques.

## Pliage de Miura

Le pliage de Miura.

Dans les années 1970, Miura a commencé à travailler avec Masamori Sakamaki sur des surfaces déployables, développant ce qui est devenu connu sous le nom de pliage de Miura. Il s'agit d'une méthode de pliage rigide (en) d'une surface plane, utilisant un motif de pli (en) subdivisant la surface en parallélogrammes, de sorte qu'elle s'insère dans un volume beaucoup plus petit. Miura avait initialement prévu que cette méthode soit utilisée dans les engins spatiaux pour les membranes déployables telles que les panneaux solaires, mais elle a depuis trouvé de nombreuses autres applications, notamment dans la cartographie, les dispositifs chirurgicaux, les meubles pliables à plat et le stockage électrique.

## Livre
Avec Sergio Pellegrino de Caltech, Miura est l'auteur du livre Forms and Concepts for Lightweight Structures (Cambridge University Press, 2020).

## Reconnaissance
Miura a été nommé membre honoraire de l'International Association for Shell and Spatial Structures (IASS, « Association internationale pour les coques et les structures spatiales ») en 2009, « pour l'invention du Miura-ori et de nombreux développements originaux dans le domaine des structures spatiales ». Il est également membre honoraire de l'International Society for the Interdisciplinary Study of Symmetry (en) (« Société internationale pour l'étude interdisciplinaire de la symétrie », SIS). Son travail avec Tomohiro Tachi (en) sur les polyèdres flexibles dérivés du pliage de Miura a remporté le prix Tsuboi 2013 de l'IASS.